# إيريك بيتزيغ

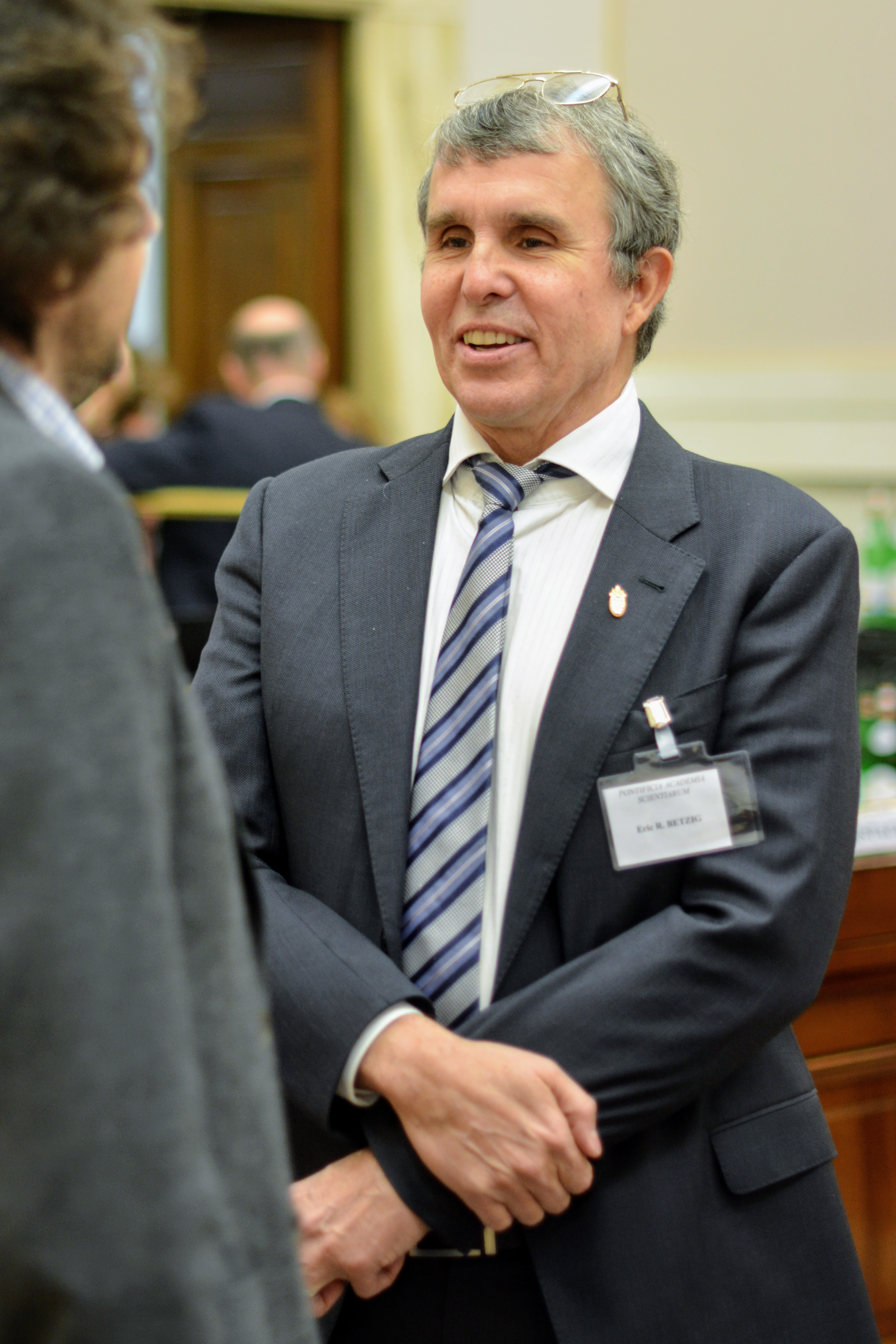
إريك بيتزيغ في الأكاديمية البابوية للعلوم، 14 نوفمبر 2018

إيريك بيتزيغ (بالإنجليزية: Eric Betzig)‏ من مواليد 13 يناير 1960 هو عالم فيزياء أمريكي في الحرم الجامعي جانيليا للبحوث الزراعية في أشبورن (فرجينيا) بولاية فرجينيا. حصل على جائزة نوبل للكيمياء عام 2014" لتطوير المجهر الفلوري ذو الدقة العالية. "، مع شتيفان هيل وويليام مورنر.

## روابط خارجية
- إيريك بيتزيغ على موقع IMDb (الإنجليزية)
- إيريك بيتزيغ على موقع الموسوعة البريطانية (الإنجليزية)
- إيريك بيتزيغ على موقع مونزينجر (الألمانية)